# هوسكيت (نيويورك)
هوسكيت (بالإنجليزية: Hoosick, New York)‏ هي بلدة أمريكية تقع في الولايات المتحدة في مقاطعة رينسيلير، نيويورك. يقدر عدد سكانها بـ 6,924 نسمة ومساحتها 163.6 كم2 وترتفع عن سطح البحر 124 متر.

## أعلام
- أندرو بارسونز
- آني هاوكس
- جورج ويليام بالمر